# Józef Umiński
Józef Umiński (ur. 10 listopada 1888 w Pieńkach, powiat rypiński, zm. 1 maja 1954 we Wrocławiu) – polski ksiądz katolicki, prałat papieski i historyk. 

## Życiorys
Był synem Władysława urzędnika i Franciszki z domu Bertram. W latach 1894–1898 rodzina przebywała w Chicago. W latach 1905–1907 uczęszczał do gimnazjum w Płocku, gdzie wstąpił do seminarium duchownego. 22 czerwca 1913 otrzymał święcenia
kapłańskie w katedrze płockiej z rąk biskupa Antoniego Nowowiejskiego. Kontynuował naukę na uniwersytetach w Rzymie i Monachium, uzyskując w 1918 tytuł doktora filozofii. Badał historię Kościoła rzymskokatolickiego. Po powrocie w sierpniu 1918 otrzymał katedrę historii Kościoła w seminarium duchownym
w Płocku. W 1922 został zatrudniony jako wykładowca w katedrze historii Kościoła Wydziału Teologicznego Katolickiego Uniwersytetu Lubelskiego. W 1923-1924 był dziekanem Wydziału Teologicznego KUL. W 1927 otrzymał godność szambelana papieskiego oraz powierzono mu stanowisko rektora Seminarium Duchownego w Płocku. Jesienią 1929 r. wyjechał ks. rektor Umiński jako delegat kapituły płockiej na jubileusz kapituły lwowskiej. We Lwowie zaproponowano mu objęcie katedry historii Kościoła na Wydziale Teologicznym Uniwersytetu Jana Kazimierza. We wrześniu 1930 przeprowadził się do Lwowa. Przed tym złożył rezygnację z kanonii katedry
płockiej. Ordynariusz płocki mianował go kanonikiem honorowym. W 1936 był dziekanem Wydziału Teologicznego UJK.. We wrześniu 1937 został mianowany profesorem zwyczajnym Historii Kościoła w Polsce i na Rusi UJK. W 1937 otrzymał nominację na prałata papieskiego. 
Po wybuchu II wojny światowej i agresji ZSRR na Polskę 17 września 1939, wyjechał ze Lwowa do Warszawy. W 1943 wyjechał na zaproszenie biskupa Czesława Kaczmarka byłego ucznia z okresu płockiego, do Kielc. Biskup kielecki mianował go profesorem seminarium diecezjalnego. W Kielcach prowadził tajne kursy uniwersyteckie. W latach 1945—1947 wykładał historię Kościoła w charakterze zastępcy profesora na Uniwersytecie Warszawskim. Był również katechetą w Liceum im. gen. Sowińskiego w Warszawie.
W sierpniu 1947 przeniósł się na Dolny Śląsk, gdzie był proboszczem parafii w Szczawnie-Zdroju. W okresie od lutego 1948 do 1952 wykładał historię Kościoła  w seminarium wrocławskim. Uniwersytet Wrocławski powołał go na wykładowcę nauk pomocniczych
historii na Wydziale Humanistycznym mimo tego, że w 1949 przesłało Ministerstwo Oświaty ks. Umińskiemu dekret o przejściu jego na emeryturę z dniem 1 października 1948. Jako motyw podano stan nieczynny profesora poza przepisami prawem normy, czyli że nie zajmował żadnej katedry Ostatnie lata życia swego poświęcił ks. Umiński intensywnej Opublikował m.in. dwutomowy obszerny podręcznik Historia Kościoła, a także w 1947 książkę Kryzysy Kościoła Katolickiego. Krótko po swym przybyciu do Wrocławia wszedł do Wrocławskiego Towarzystwa Naukowego. Ponadto został powołany na członka Komisji Historii Sztuki. Mieszkał u Sióstr Służebniczek, będąc równocześnie ich kapelanem. Pochowany został 5 maja 1954 obok grobu matki na cmentarzu w Uniejowie.